# Tanyoko-Peulh
Ne doit pas être confondu avec Tanyoko-Mossi.
Tanyoko-Peulh est une localité située dans le département de Pibaoré de la province du Sanmatenga dans la région Centre-Nord au Burkina Faso.

## Histoire
Le village est, comme son nom l'indique, historiquement peuplé par des populations peulhes.

## Éducation et santé
Le centre de soins le plus proche de Tanyoko-Peulh est le centre de santé et de promotion sociale (CSPS) de Pibaoré tandis que le centre hospitalier régional (CHR) se trouve à Kaya.
Le village possède une école primaire publique.